# فهنه (نیشابور)
فهنه (نیشابور)، روستایی از توابع بخش سرولایت شهرستان نیشابور در استان خراسان رضوی ایران است. ترک زبانان این روستا را « پانا » می نامند . دوری این روستا تا مرکز بخش سرولایت -  شهر چکنه_ 12 کیلومتر ، از مرکز شهرستان _نیشابور_ 104 کیلومتر و از مرکز استان _مشهد مقدس _ 145 کیلومتر است . دبستان این روستا با نام کمال فهنه که در سال 22-1321 تأسیس شد  جزء نخستین مدارس به سبک نوین پس از چکنه در بخش سرولایت است .

## جمعیت
این روستا در دهستان سرولایت قرار دارد و براساس سرشماری مرکز آمار ایران در سال ۱۳۸۵، جمعیت آن ۵۷۶ نفر (۱۵۹خانوار) بوده‌است.